# 小行星4192
小行星4192（4192 Breysacher）是一颗绕太阳运转的小行星，为主小行星带小行星。该小行星于1981年2月28日发现。

## 轨道参数
小行星4192的轨道半长轴为3.2079768 UA，离心率为0.164。